# Леон Тери
Леон Тери (на френски: Léon Théry) е френски автомобилен състезател, двукратен победител в състезанието за купата „Гордън Бенет“.
Като младеж работи като механик в малък парижки автосервиз, преди да се възползва от шанса да участва в малко автомобилно състезание. Състезава се с автомобил „Дековил“.
Малко по-късно сяда зад волана на значително по-мощният „Бразие“, с която за кратко става най-добрият пилот в света. С тази кола печели две купи в състезанието „Гордън Бенет“ през 1904 и 1905 година.
Привлечен от автомобилния бизнес, Тери се опитва да създаде неуспешно, собствена фирма за производство на автомобили. След неуспешният опит за производство, се завръща при „Бразие“, като пилот.
Скоро след това се разболява от туберкулоза, и на 8 март 1909 година умира, на 30 година възраст.